# Durham (Kansas)
Durham es una ciudad ubicada en el de condado de Marion en el estado estadounidense de Kansas. En el año 2010 tenía una población de 112 habitantes y una densidad poblacional de 224 personas por km².

## Geografía
Durham se encuentra ubicada en las coordenadas 38°29′04″N 97°13′38″O / 38.484392, -97.227337 (38.484392, -97.227337).

## Demografía
Según la Oficina del Censo en 2000 los ingresos medios por hogar en la localidad eran de $26,875 y los ingresos medios por familia eran $47,917. Los hombres tenían unos ingresos medios de $28,000 frente a los $25,625 para las mujeres. La renta per cápita para la localidad era de $16,402. Alrededor del 3.1% de la población estaban por debajo del umbral de pobreza.